# Скарвілл (Айова)
Скарвілл (англ. Scarville) — місто (англ. city) в США, в окрузі Віннебаго штату Айова. Населення — 74 особи (2020).

## Географія
Скарвілл розташований за координатами 43°28′15″ пн. ш. 93°37′0″ зх. д. / 43.47083° пн. ш. 93.61667° зх. д. (43.470967, -93.616572).  За даними Бюро перепису населення США в 2010 році місто мало площу 0,21 км², уся площа — суходіл.

## Демографія
Згідно з переписом 2010 року, у місті мешкали 72 особи в 36 домогосподарствах у складі 18 родин. Густота населення становила 336 осіб/км².  Було 40 помешкань (187/км²).
Расовий склад населення:
| - 97,2 % — білих - 1,4 % — корінних американців - 1,4 % — азіатів |

До двох чи більше рас належало 0,0 %. Частка іспаномовних становила 0,0 % від усіх жителів.
За віковим діапазоном населення розподілялося таким чином: 23,6 % — особи молодші 18 років, 55,6 % — особи у віці 18—64 років, 20,8 % — особи у віці 65 років та старші. Медіана віку мешканця становила 41,0 року. На 100 осіб жіночої статі у місті припадало 71,4 чоловіків;  на 100 жінок у віці від 18 років та старших — 71,9 чоловіків також старших 18 років.
Середній дохід на одне домашнє господарство  становив 49 013 долари США (медіана — 37 500), а середній дохід на одну сім'ю — 65 690 доларів (медіана — 60 000). За межею бідності перебувало 22,2 % осіб, у тому числі 42,9 % дітей у віці до 18 років та 8,3 % осіб у віці 65 років та старших.
Цивільне працевлаштоване населення становило 30 осіб. Основні галузі зайнятості: виробництво — 50,0 %, науковці, спеціалісти, менеджери — 10,0 %, роздрібна торгівля — 6,7 %, мистецтво, розваги та відпочинок — 6,7 %.